# Questionnaire de satisfaction
Un questionnaire de satisfaction est un instrument de récolte d'information, employé dans les démarches d'assurance qualité pour l'évaluation de la satisfaction du client.